# Eazzypark
Eazzypark is een Nederlands parkeerbedrijf dat shuttle- en valetdiensten aanbiedt bij verschillende luchthavens, waaronder Eindhoven Airport, Luchthaven Schiphol en Rotterdam The Hague Airport.

## Geschiedenis
Eazzypark werd opgericht in 2011 in Eindhoven. Het bedrijf begon met een shuttleservice bij Eindhoven Airport en breidde later uit met valetparkeren. In de jaren daarna volgde uitbreiding naar andere luchthavens, waaronder Schiphol en Rotterdam The Hague Airport.

## Innovatie

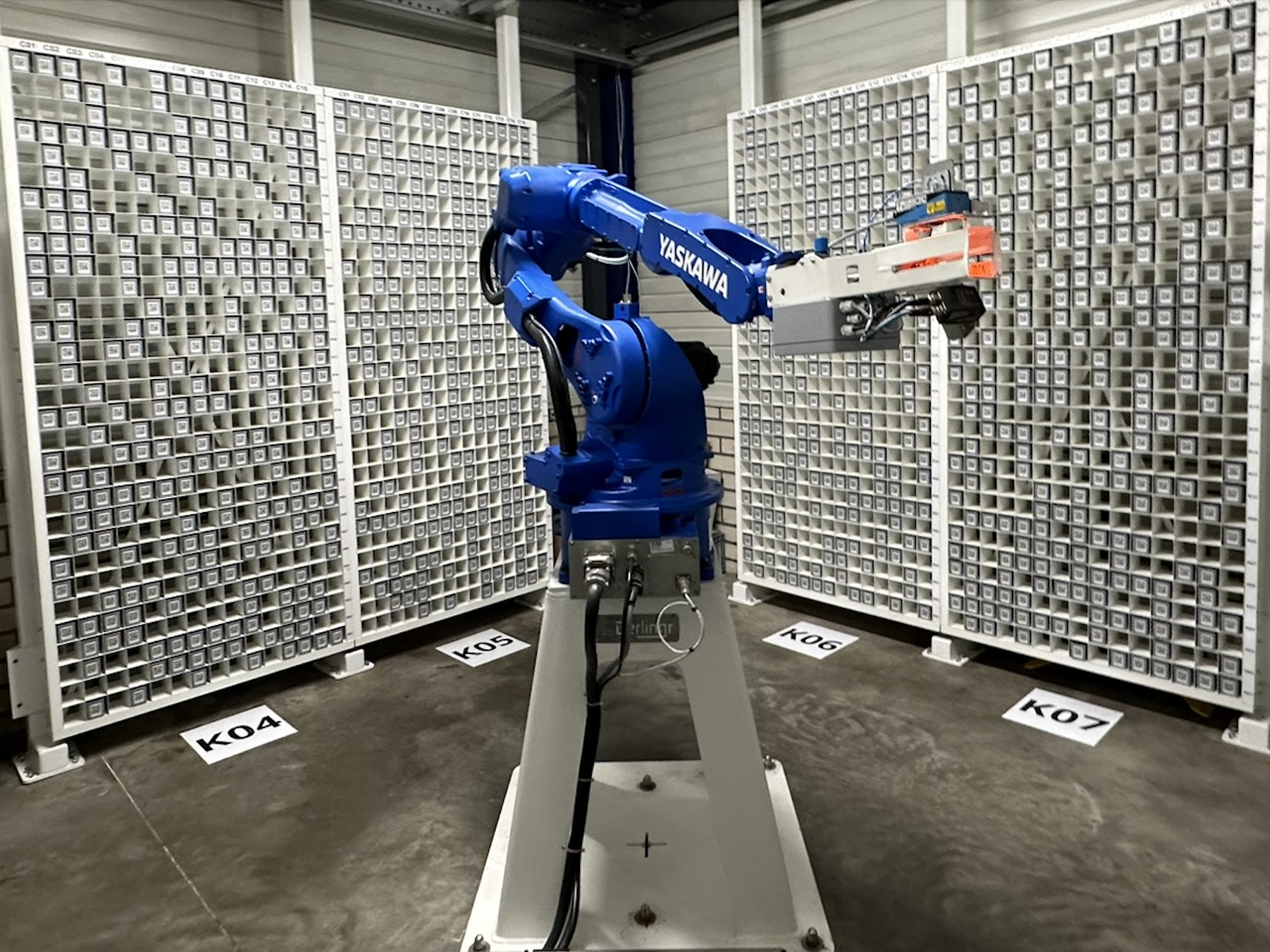
YASKAWA YR-1-06VXH25-A10 robot in gebruik bij het sleutelsysteem van Eazzypark.

Eazzypark maakt gebruik van een robotgestuurd sleutelsysteem waarbij autosleutels van klanten via een NFC-chip worden opgehaald uit een beveiligde kluis. Dit systeem wordt aangestuurd door een industriële robot van het type YASKAWA YR-1-06VXH25-A10, die zorgt voor een nauwkeurige en veilige sleuteluitgifte. Daarnaast maakt het bedrijf gebruik van een zelfontwikkelde applicatie waarmee voertuigen gevolgd kunnen worden tijdens het parkeren door medewerkers. Dit moet de logistiek en veiligheid van het proces verbeteren.

## Diensten
Eazzypark biedt twee vormen van parkeren:
- Shuttleparkeren: klanten parkeren hun auto op het terrein van Eazzypark en worden per shuttlebus naar de terminal gebracht.[1]
- Valetparkeren: klanten rijden direct naar de terminal, waar een medewerker de auto in ontvangst neemt en parkeert op een beveiligd terrein.[3]

## Locaties
- Eindhoven Airport: valetservice
- Schiphol: valet- en shuttleservice
- Rotterdam The Hague Airport: valetservice